# Andrea Bodó
Andrea Bodó (Boedapest, 4 augustus 1934 – Novato (Californië), 21 september 2022) was een Hongaars turnster.
Bodó won tijdens de Olympische Zomerspelen 1952 de zilveren medaille in de landenwedstrijd en de bronzen medaille in de landenwedstrijd draagbaar gereedschap.
Vier jaar later tijdens de Olympische Zomerspelen 1956 won Bodó de gouden medaille in de landenwedstrijd draagbaar gereedschap en de zilveren medaille in de landenwedstrijd.
Ze overleed op 88-jarige leeftijd in haar huis in Californië.

## Resultaten

### Olympische Zomerspelen
| Jaar | Plaats    | Resultaten |
| ---- | --------- | --- |
| 1952 | Helsinki  | in de landenwedstrijd in de landenwedstrijd draagbaar gereedschap 28e in de meerkamp 19e op vloer 16e aan de brug   |
| 1956 | Melbourne | in de landenwedstrijd draagbaar gereedschap in de landenwedstrijd 14e in de meerkamp 13e aan de brug 16e op de balk |

1952: Evy Berggren, Vanja Blomberg, Ann-Sofi Colling, Karin Lindberg, Hjördis Nordin, Göta Pettersson, Gun Röring, Ingrid Sandahl ·
1956: Andrea Bodó, Erzsébet Gulyás, Ágnes Keleti, Alíz Kertész, Margit Korondi, Olga Tass
- Gemeinsame Normdatei: 1188574000
- Virtual International Authority File: 6801156133217058430006
- WorldCat: E39PBJqqvcBBjxcPdy63hwFBT3